# Tribunal Viviente
El Tribunal Viviente es una entidad cósmica ficticia que aparece en los cómics estadounidenses publicados por Marvel Comics. El personaje apareció por primera vez en Strange Tales # 157 (junio de 1967) y fue creado por Stan Lee, Marie Severin y Herb Trimpe.
El Tribunal Viviente apareció en un cameo en la película de Marvel Cinematic Universe Doctor Strange en el multiverso de la locura (2022).

## Historial de publicaciones
El Tribunal Viviente debutó en una historia llamada "Las arenas de la muerte" en Strange Tales # 157-163 (junio-diciembre de 1967), dando al héroe místico Doctor Strange un tiempo limitado para demostrar que vale la pena salvar la Tierra. Establecido como aparentemente el poder supremo en el Universo Marvel, el personaje hizo varias apariciones esporádicas a lo largo de los años, incluyendo What If # 32 (abril de 1982); Rom # 41 (abril de 1983) y Secret Wars II # 6 (diciembre de 1985). El Tribunal Viviente reveló pistas sobre su verdadero propósito y naturaleza en Silver Surfer vol. 3, n.º 31 (diciembre de 1989).
Después de breves apariciones en el papel de observador en Guardians of the Galaxy # 16 (septiembre de 1991) y Quasar # 26 (septiembre de 1991), el personaje tuvo un papel importante en la serie limitada Infinity Gauntlet # 1–6 (julio - diciembre de 1991), Warlock and the Infinity Watch # 1 (febrero de 1992), y DC vs. Marvel # 1-4 (abril - mayo de 1996). El papel del Tribunal Viviente finalmente se amplió en She-Hulk vol. 2, n.º 12 (noviembre de 2006).
El Tribunal Viviente apareció en la historia de Marvel: The End de 2003  También aparecieron durante la historia de Time Runs Out, donde lucharon contra Beyonders.

## Biografía del personaje ficticio
El Tribunal Viviente es una entidad que supervisa y mantiene el equilibrio en las realidades que constituyen el Multiverso Marvel Comics, incluido el universo principal y todos los universos alternativos. Sirve como juez de estas realidades.
El personaje se encuentra por primera vez con el Doctor Strange, anunciando su intención de destruir la Tierra debido a su potencial para el mal. Después de una serie de juicios, el Dr. Strange puede convencer al Tribunal Viviente de que el bien también existe y que la Tierra se salva. El Tribunal reaparece ante el caballero espacial Galadorian Rom; aparece brevemente con el resto de la jerarquía cósmica cuando está en discusión con la entidad Beyonder; y revela al ex Heraldo de Galactus (el Silver Surfer) que sus tres caras representan "Equidad" (cara encapuchada), "Venganza" (cara parcialmente cubierta) y "Necesidad" (cara completamente cubierta). El cuarto lado de la cabeza del Tribunal Viviente es un vacío, y la entidad afirma que la entidad cósmica que el Extraño existió alguna vez como esta parte de su ser. El personaje también es testigo del triunfo del héroe Quasar, que actúa como el avatar de la entidad cósmica Infinity, sobre el villano Maelstrom, que actúa para la entidad Olvido.
Durante DC vs. Marvel / Marvel vs. DC, el Tribunal se asoció con El Espectro para salvar sus mundos de los intentos de los dos hermanos cósmicos de destruir uno de los dos multiversos. Su pacto, con la ayuda de Access, creó el multiverso Amalgam al fusionar los dos multiversos, con el fin de "ganar algo de tiempo". Como el nuevo multiverso de Amalgama era inestable, los antiguos multiversos se restauran. La lucha de "The Brothers" continúa hasta que los esfuerzos de Batman y el Capitán América contra ellos les hacen darse cuenta de que ambos "hicieron bien", y los multiversos se salvan.
El poder del Tribunal Viviente es prácticamente ilimitado, ya que la entidad evita que las Gemas del Infinito se usen al unísono, aunque permanece subordinada a una entidad única, incluso superior, denominada "El Uno Sobre Todo" (que no debe confundirse con lo celestial también llamado el "Uno por encima de todo"). La entidad tiene representantes llamados The Magistrati que emiten juicios a pedido sobre mundos extraños, y optaron por revelar el rostro nunca antes visto de "Necesidad" a She-Hulk como un reflejo de su propio rostro, afirmando que el rostro es un "Espejo cósmico que nos recuerda juzgar siempre a los demás como nos habríamos juzgado a nosotros mismos".
Iron Man y el Vigilante luego encuentran lo que parece ser el cadáver marchito del Tribunal Viviente en la luna, sin ninguna señal de quién mató a la entidad.
Cuando Yellowjacket se aventuró en el Multiverso durante la historia de Time Runs Out, se descubrió la causa de su muerte: el Tribunal Viviente había muerto luchando contra los Beyonders mientras intentaba detener la aniquilación del Multiverso Marvel.
Más tarde, una versión alternativa de Adam Warlock asumió el puesto vacante del Tribunal Viviente, por orden de "Uno por encima de todo" (aquí llamado  "El que está por Encima de Todos").
Después de que el devorador de mundos Galactus se convierte en un salvavidas, Señor del Caos y Maestro del Orden consideran que esto desequilibra la jerarquía cósmica y le piden al nuevo Tribunal Viviente que emita un juicio. Sin embargo, cuando el Tribunal decide a favor de un "nuevo equilibrio para un nuevo cosmos", Orden y Caos unen fuerzas para aparentemente matar a la entidad. El Tribunal Viviente resucita y se ve llevando a juicio a Señor del Caos y Maestro del Orden después de la derrota del Primer Firmamento.

## Poderes y habilidades
Thanos empuñando el Guantelete del Infinito clasificó el poder del Tribunal como el más alto en la jerarquía multiversal regular de Marvel. Sin embargo, el Tribunal también se ha referido a una entidad superior que eclipsa enormemente su propio poder, y fue asesinado por los Beyonders.
El Tribunal Viviente fue la encarnación del Multiverso Marvel, y la suma total de todas las entidades abstractas dentro de él.

## En otros medios

### Cine
- En la película de 2016 Doctor Strange, ambientada en el Universo Cinematográfico de Marvel, Mordo maneja un arma llamada "el báculo del Tribunal Viviente".[23]
- Christopher Markus y Stephen McFeely, guionistas de Avengers: Infinity War y Avengers: Endgame, revelaron durante su panel en la Convención Internacional de Cómics de San Diego de 2019, que el Tribunal Viviente originalmente estaba planeado para aparecer en Infinity War, donde habría juzgado a Thanos por todos los crímenes que había cometido contra el universo, incluido El Blip.[24][25]
- El Tribunal Viviente aparece en Doctor Strange en el multiverso de la locura (2022).[26]